# Józef Maria Hoene-Wroński
Józef Maria Hoene-Wroński máshol Jozéf-Maria Hoëné de Wronski (fonetikusan lengyelül: [ˈjuzɛf ˈxɛnɛ ˈvrɔj̃skʲi] és franciául: [ʒɔzɛf ɔɛne vʁɔ̃ski], Wolsztyn, 1776. augusztus 23. – Neuilly-sur-Seine, 1853. augusztus 9.) lengyel messianista filozófus, matematikus, fizikus, feltaláló, ügyvéd, okkultista és közgazdász. Józef Hoëné néven született 1776-ban egy lengyel építész fiaként, de 1815-ben megváltoztatta a nevét Józef Wrońskira. Később változtatta meg a teljes nevét Józef Maria Hoene-Wrońskira, az eredeti Hoëné nevet szándékosan ékezet nélkül használva.

## Élete
A Poznańtól 60 km-re eső Wolsztyn városában született 1776-ban, szülei cseh származásúak voltak, anyja Elzbieta Pernicka, apja Antoni Hoëné építész voltak. Poznańban és Varsóban tanult, de 1794-ben részt vett a Kościuszko-felkelésben, ahol tüzérségi hadnagyként szolgált. Amikor az Orosz Birodalom leverte a felkelést Wroński fogságba esett és 1797-ig az orosz hadseregben kellett szolgálnia, ahol alezredesi rangig jutott.
Eddigre már Wroński apja meghalt, az örökölt pénzt arra használta, hogy a Német-római Birodalomban több német egyetemen tanuljon filozófiát. 1800-ban beállt a marseille-i Lengyel Légióba és francia állampolgárságot szerzett. 1803-ban csatlakozott a Marseille-i Obszervatóriumhoz, ahol elkezdte tudományos munkásságát, a világ keletkezésének egy bonyolult elméletét kezdte kidolgozni. Itt kezdte el a kor nagy elméivel alkotott kapcsolatait építeni. Az obszervatóriumból azonban elküldték, ahol a legtöbb elméletét grandiózus hulladéknak nevezték. Még 1803. augusztus 15-én Wroński „misztikus megvilágosodást” élt át, és úgy gondolta felfedezte az abszolútumot. Ekkor határozta el, hogy reformálni akarja az emberi gondolkodást és létrehozzon egy univerzális filozófiai rendszert.
1810-ben Párizsba költözött és még abban az évben feleségül vette Victoire Henriette Sarrazin de Mountferriert, Alexandre Mountferrier matematikus nővérét. Ekkoriban vette fel Wroński nevet, de nem használta konzisztensen, hol a Wroński, hol a Hoëné nevet használva. Az írásaiban pedig keresztnév nélkül a Hoëné Wroński nevet használta. Párizsban adta ki 1810-ben az első értekezését a matematika alapjairól, amelyet Lacroix és Lagrange kritikával illettek. A munka erősen püthagoreusi, a számokat maguknak tartotta az univerzum és minden tartalma fundamentumának. Ennek ellenére Pierre Arson bankár erős anyagi támogatásban részesítette, amikor Wroński Párizsba érkezett, azonban később a pénzügyi megállapodásukkal kapcsolatos egyet nem értésük 1819-ben több elhíresült bírósági ügyben csúcsosodott ki. Ebben az időszakban írta meg 1812-ben a Résolution générale des équations de tous degrés („Tetszőleges fokú egyenletek általános megoldása”) c. publikációját, amelyben azt állította, hogy minden egyenletnek van algebrai megoldása. Ez ellent mondott Paolo Ruffini korábban kiadott eredményeinek, de Ruffini nem tudott sokakat meggyőzni az igazáról. Ugyan Wroński elmélete hibás volt, az írása több érdekes ötlettel és alkalmazással is rendelkezett.
1819 és 1822 között Londonban tartózkodott. Azért utazott Angliába, hogy megszerezze a Board of Longitude („Hosszúsági Bizottság”, egy államszervezet ami jutalmazta a feltalálók hosszúsági fok meghatározási módszereit) egyik díját, de az eszközeit elkobozta a vámhatóság, amikor az országba ért. Anyagi nehézségekkel küszködve, de visszakapta az eszközeit és a bizottság elé jutott, az elmélete azonban nem volt különleges és csak általános kijelentéseket tartalmazott. Mint ahogy az többször előfordult Wroński munkássága során, a bizonyítása veszekedésbe süllyedt, nem sok tudományos tartalommal. Ezután a Royal Societynak szerette volna megmutatni a hidrodinamikai elméleteit, de ez is tudományt nélkülöző veszekedésbe torkollott.
A legtöbb munkája a filozófia matematikai alkalmazásairól szólt, ahol a filozófia előnyben részesült a matematikai bizonyítások előtt. 1821-as könyvében kritizálta Lagrange-ot a végtelen sorok használatáért és bemutatta a saját ötleteit a függvények sorfejtéséhez. Így alkotta meg az „univerzális Wroński-sort”, valamint megadta, az ő „legfelsőbb törtvényét”, amely együtthatók kiszámításának szabályait írja le. Ezek az együtthatók később hasznosnak bizonyultak differenciálegyenletek megoldáshalmazainak lineáris függetlenségének meghatározásához, amit Thomas Muir fedezett fel 1882-ben és Wroński-determinánsnak nevezte el.
1822-ben visszatért Franciaországba és annak ellenére, hogy anyagi problémái voltak és a tudományos közösség kivetette magából, folytatta a matematika és földtől elrugaszkodott elméleteinek kombinálását. Ez sikertelen próbálkozások sorozatát jelentette, Wroński megpróbált örökmozgót építeni, amely sérti a termodinamika törvényeit, megpróbált kört négyszögesíteni, valamint megpróbált építeni egy gépet, amely megjósolja a jövőt.
1827-ben kiadta a Canons de logarithmes („Logaritmikus táblázatok”) c. munkáját, amelyben hat oldalon kompakt és hatékony módon tartalmazta a leggyakoribb logaritmusokat, valamint elméleteket és magyarázatokat az alkalmazásukhoz, amely így könnyebben használható volt, mint a vastag és nehezen lapozható megoldások, amelyek korábban léteztek. Wroński érdeklődött a számolást segítő módszerek és eszközök kifejlesztése iránt nem csak tudósok, hanem gyermekek, katonák és üzletemberek számára is. Számos ilyen befejezetlen projektje volt, de a párat akár elektromosság előtti számológépeknek is lehetne minősíteni.
Az 1830-as években tervezett egy korai lánctalpat, vetélytársul a vasutaknak, de sose gyártották le. Egy ideig Wroński minden ötletét haszontalannak tartották, ami részben Wroński személyiségéből eredt, aki mindig nagyban eltúlozta a saját munkájának és kutatásának fontosságát és agresszíven reagált a legkisebb kritikára is. Gyakran hagyatkozott nem tudományos médiára, mint támaszra egy feltételezett ellene szóló összeesküvés ellen.
Wroński mindig franciául írt, mivel úgy gondolta, hogy az elméletei, amelyeket időtlennek gondolt, így bárki számára elérhetőek lesznek. Több mint száz munkát adott ki, és kézirat maradt fent még többről.
1852-ben, nem sokkal halála előtt talált vevő közönséget az elméleteire, Éliphas Lévi okkultistát, akit lenyűgözött Wroński „vallási és tudományos utópianizmusa” és Wrońskit az okkultizmusa kialakulásának katalizátorának tartotta.
Wroński 1853-ban halt meg a Párizs környéki Neuilly-sur-Seine-ban.

## Munkái

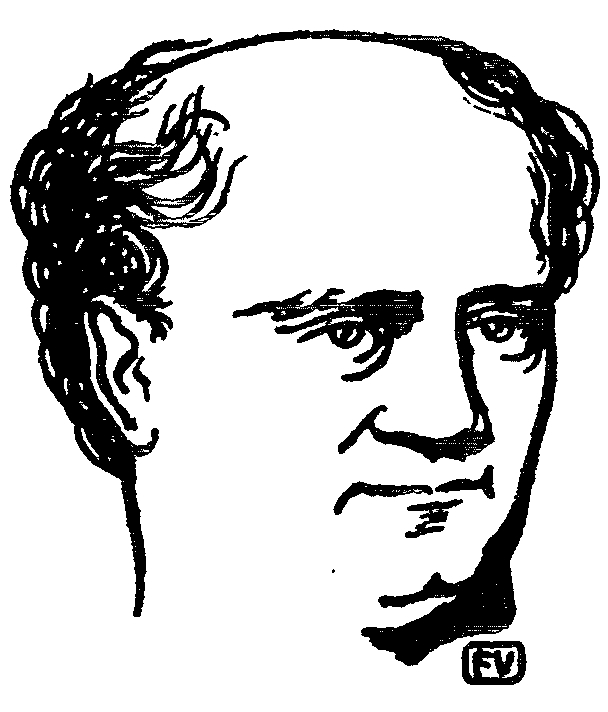
Portré Félix Vallottontól

- Introduction à la philosophie des mathématiques, et technie de l'algorithmie (1811)
- Prodrome du Messianisme; Révélation des destinées de l’humanité (1831)
- Réflexions philosophiques sur un miroir parabolique (1832)
- Resolution of equation polynomials of tous les degries (angolul) (1833)

### Külső hivatkozások
- Józef Maria Hoene-Wroński. Open Library. (Hozzáférés: 2023. január 8.)

## Fordítás
Ez a szócikk részben vagy egészben  a   Józef Maria Hoene-Wroński című angol Wikipédia-szócikk ezen változatának fordításán alapul.  Az eredeti cikk szerkesztőit annak laptörténete sorolja fel. Ez a jelzés csupán a megfogalmazás eredetét és a szerzői jogokat jelzi, nem szolgál a cikkben szereplő információk forrásmegjelöléseként.